# Stik (film)
Stik (v izvirniku angleško Contact) je ameriški znanstvenofantastični film režiserja Roberta Zemeckisa, ki je izšel leta 1997. Dramska obravnava prvega stika človeštva z zunajzemeljsko civilizacijo temelji na istoimenskem romanu pisatelja Carla Sagana, ki je, skupaj z ženo Ann Druyan, tudi napisal prvi osnutek scenarija.
Jodie Foster igra vlogo protagonistke, Eleanor Arroway, astronomke pri programu SETI, ki odkrije sporočilo napredne nezemeljske civilizacije in je nazadnje izbrana, da bo v imenu človeštva vzpostavila stik. V drugih glavnih vlogah so igrali Matthew McConaughey, James Woods, Tom Skerritt, William Fichtner, John Hurt, Angela Bassett in David Morse.
Zgodba je pravzaprav nastala za film. Leta 1979 sta Sagan in Druyanova pričela pisati osnutek scenarija ter sklenila pogodbo s studijem Warner Bros., a je projekt zaradi več razlogov obtičal, zato je Sagan zgodbo predelal v roman, ki je izšel leta 1985. Kljub uspehu romana se je ustvarjanje filma nadaljevalo šele leta 1989, a se je zaradi menjav v ekipi ustvarjalcev zavleklo skoraj za desetletje. Samo snemanje je potekalo med septembrom 1996 in februarjem 1997 pod taktirko režiserja Roberta Zemeckisa, film pa je izšel poleti 1997. Sagan izida ni dočakal, saj je konec leta 1996 umrl.

## Zgodba
Dr. Eleanor »Ellie« Arroway, ki jo je kot otroka navdušil nad astronomijo njen pokojni oče, dela kot raziskovalka pri programu SETI na observatoriju Arecibo v Portoriku. Njen nadrejeni, dr.  David Drumlin (Tom Skerritt), ekipi nekega dne odtegne financiranje, saj meni, da od programa ni nobene koristi in da ona zapravlja svoj talent. Eleanor zato pridobi neodvisno financiranje čudaškega milijarderja S.R. Haddena (John Hurt) in nadaljuje z delom na observatoriju Very Large Array v Novi Mehiki. Drumlinu kljub temu skoraj uspe preprečiti raziskave, vendar ekipa ravno takrat odkrije močan signal, sestavljen iz praštevil, ki naj bi izviral iz okolice zvezde Vega.
Odkritje povzroči razburjenje v vladnih krogih in Drumlin ter ostali vladni znanstveniki poskusijo prevzeti nadzor nad nadaljnjimi raziskavami. Med sporom za nadzor uspe Elliejini ekipi dešifrirati signal, za katerega se izkaže, da je video, v njem pa je nadalje skritih desettisoče strani dokumentov, ki so na prvi pogled tehnične risbe. Na tej točki se napredek ustavi, dokler Eleanor ne pokliče k sebi Hadden, ki mu je uspelo priti do kopije dokumentov in najti način, kako jih brati. Dokumenti so zares načrti, za kompleksno napravo, sestavljeno iz treh hitro vrtečih se prstanov, med katere se spusti kapsula za eno osebo.
Konsenz stroke je, da gre za transportno napravo, s katero želijo nezemljani pripeljati enega človeka k sebi, zato je s financiranjem svetovnih vlad na Cape Canaveralu na Floridi zagnan projekt izgradnje naprave. Medtem poteka izbira kandidata za potnika, nad katero bdi mednarodna komisija. Eleanor zaradi svoje ambicioznosti, strokovne podkovanosti in želje dolgo velja za najprimernejšo kandidatko, vendar krščanski filozof v komisiji Palmer Joss (Matthew McConaughey), s katerim je imela med bivanjem v Portoriku razmerje, izpostavi, da ni verna. Ker jo to loči od večine ljudi, naposled izberejo Davida Drumlina kot bolj reprezentativnega. Med preskusnim zagonom pa se v hodniku blizu kapsule razstreli verski fanatik (Jake Busey), pri čemer uniči napravo in poleg več drugih ljudi ubije tudi Drumlina.
Svetovna javnost misli, da je s poskusom vzpostavitve stika konec, Hadden pa znova pokliče Eleanor k sebi in ji razkrije, da obstaja še ena naprava, ki je bila v strogi tajnosti vzporedno zgrajena na japonskem Hokaidu, in da je izbrana za potnico. Na dan zagona naprave zaprejo Eleanor, opremljeno z več snemalnimi napravami v kapsulo, ki pade med prstane in izgine. Film nakaže, da potuje skozi več črvin, Eleanor pa ima možnost opazovati galaksijo in znake o izjemno napredni nezemeljski civilizaciji na neznanem planetu. Zave se na surrealistični plaži, podobni prizoru blizu Pensacole na Floridi, ki ga je narisala kot otrok. Približa se ji postava, ki ima podobo njenega očeta, a Eleanor prepozna, da je to nezemljan, ki je prevzel to obliko da lažje komunicira z njo. Zastavi mu več vprašanj, a ji bitje odgovori samo, da je bila ta pot zgolj prvi korak človeštva, ki mu je namenjeno postati polnopraven član skupnosti inteligentnih vesoljskih ras.
Po koncu pogovora Eleanor spet izgubi zavest in se znova zave na tleh kapsule, člani ekipe pa jo kličejo po radijski povezavi. Izve, da za zunanje opazovalce kapsula ni bila vidna samo trenutek in je preprosto padla skozi napravo v varnostno mrežo spodaj. Njene snemalne naprave so posnele samo šum, a ona vztraja, da je vzpostavila stik. Na zaslišanju kongresne komisije jo poskušajo diskreditirati kot preprosto figuro v zapleteni potegavščini S.R. Haddena, ki je medtem umrl. Na to sama nima utemeljenega odgovora, prosi le, naj sprejmejo njeno pričanje v dobri veri. Izven zaslišanja pa dva člana komisije pomenljivo ugotovita, da njene snemalne naprave niso samo posnele šuma - posnele so za 18 ur tega šuma. Eleanor na koncu odobrijo nadaljevanje financiranja raziskav na observatoriju Very Large Array.

## Odzivi
Film je bil finančno uspešen, saj je v prvem vikendu po začetku predvajanja 11. julija 1997 prinesel 20 milijonov USD prihodkov, do konca pa po vsem svetu več kot 171 milijonov. Tudi kritiki so ga v splošnem pozitivno ocenili. Na spletni strani Rotten Tomatoes, ki zbira recenzije, ima povprečno oceno 6,8 od 10 in 63-odstotno stopnjo odobravanja. Vplivni kritik Roger Ebert ga je primerjal s kultnim Spielbergovim filmom  Bližnja srečanja tretje vrste in pohvalil ravnotežje med inteligentno zgodbo ter filmskim jezikom.
Ustvarjalci so za Stik prejeli več nagrad in nominacij. Jodie Foster in Jena Malone sta prejeli nagradi za igro na 24. podelitvi nagrad saturn (prva za glavno vlogo, druga za najboljšo vlogo mlade igralke), film pa je bil izbran za najboljše dramsko delo na podelitvi nagrad hugo leta 1998. Med pomembnejšimi nominacijami so tista za oskarja za zvok in zlati globus za najboljšo glavno igralko.
Tri dni po premieri je podjetju Warner Bros. pisal svetovalec takratnega ameriškega predsednika Billa Clintona, ki je želel izraziti neodobravanje nad po mnenju administracije pretirano uporabo lika predsednika v filmu, a pisarna predsednika ni poskusila preprečiti predvajanja. Podobno neodobravanje je izrazilo vodstvo televizijske hiše CNN, katere 13 članov se je pojavilo v zaigranih televizijskih prenosih v filmu (vključno z znanima voditeljema Larryjem Kingom in Bernardom Shawom). Ker je korporacija Time Warner lastnik tako hiše CNN kot studia Warner Bros., so se vodilni pri CNN zbali, da bo javnost zaradi prisotnosti televizijske ekipe dobila vtis, da matična korporacija manipulira z njimi. Že med snemanjem je Warner Bros. in Carla Sagana tožil režiser Francis Ford Coppola, ki je trdil, da sta s pisateljem ustvarila zgodbo že leta 1975 za televizijsko oddajo in v pogodbo zapisala klavzulo o delitvi prihodkov. Dejanje je sprožilo zgražanje javnosti, saj je tožbo vložil manj kot teden dni po Saganovi smrti. Tožbo je najprej kot prepozno zavrglo porotno sodišče, po pritožbi pa še prizivno sodišče zvezne države Kalifornije.